# Гина Бахауер
Гина Бахауер (Атина, 21. мај 1913 — Атина, 22. август 1976) била је грчка пијанисткиња британског држвљанства. Заједно са руским пијанистом, диригентом и композитором Сергејом Рахмањиновим вежбала је дуги низ година.

## Биографија
Гина је рођена 21. маја 1913. године у Атини и јеврејског је порекла. Свој први наступ имала је са осам година. Због велике љубави према музици, завршила је грчки конзерваторијум 1929. године. Први пут је наступала са оркестром 1932. године, са тек 19 година. За време своје плодне каријере одржала је мноштво концерта и издала велики број песама, како у Грчкој, тако и у иностранству. Преминула је од последица срчаног удара током Атинског фестивала, на дан када је требало да одржи солистички концерт заједно са Вашингтонским националним симфонијским оркестром.

## Наслеђе
Гина Бахауер такмичење се одржава сваке године у Солт Лејк Ситију и друго је по величини такмичење у Сједињеним Америчким Државама, а намењено је свим младим пијанистима.
Кућа у којој је Бахауер живела још увек је у добром стању. Комшије које живе близу куће, у њено сећање је одржавају. Сваке године мноштво фанова посећује град Халандри само како би посетили кућу пијанисткиње.

## Дискографија
| Назив |
| --- |
| Piano Concerto in a Minor, Op. 16: I. Allegro molto moderato Симфониски оркестар ББЦ-а; Basil Cameron (11:51)                                               |
| Piano Concerto in a Minor, Op. 16: Piano Concerto in A Minor, Op. 16: II. Adagio Симфониски оркестар ББЦ-а, Basil Cameron (6:12)                            |
| Piano Concerto in a Minor, Op. 16: Piano Concerto in A Minor, Op. 16: III. Allegro moderato molto e marcato Симфониски оркестар ББЦ-а, Basil Cameron (9:27) |
| Piano Concerto No. 5 in E-Flat Major, Op. 73 "Emperor": I. Allegro Симфониски оркестар Лондона, Stanisław Skrowaczewski (0:02)                              |
| Piano Concerto No. 5 in E-Flat Major, Op. 73 "Emperor": II. Adagio un poco mosso Симфониски оркестар Лондона, Stanisław Skrowaczewski (7:36)                |
| Piano Concerto No. 24 in C Minor, K. 491: I. Allegro Alec Sherman, Лондонски оркестар (13:01)                                                               |
| Piano Concerto No. 24 in C Minor, K. 491: II. Larghetto Alec Sherman, Лондонски оркестар                                                                    |
| Piano Concerto No. 24 in C Minor, K. 491: III. Allegretto Alec Sherman, Лондонски оркестар (8:50)                                                           |
| Piano Concerto No. 26 in D Major, K. 537 "Coronation": I. Allegro Alec Sherman, Лондонски оркестар (13:34)                                                  |
| Piano Concerto No. 26 in D Major, K. 537 "Coronation": II. Larghetto Alec Sherman, Лондонски оркестар (6:04)                                                |
| Piano Concerto No. 26 in D Major, K. 537 "Coronation": III. Allegretto Alec Sherman, Лондонски оркестар (10:34)                                             |
| Toccata, Adagio & Fugue in C Major, BWV 564: I. Preludio (6:22)                                                                                             |
| Toccata, Adagio & Fugue in C Major, BWV 564: II. Intermezzo (5:14)                                                                                          |
| Toccata, Adagio & Fugue in C Major, BWV 564: III. Fugue (4:26)                                                                                              |
| Piano Concerto No. 2 in G Minor, Op. 22, R. 190: I. Andante sostenuto Alec Sherman, Лондонски оркестар (11:21)                                              |
| Piano Concerto No. 2 in G Minor, Op. 22, R. 190: II. Allegro scherzando Alec Sherman, Лондонски оркестар (5:29)                                             |
| Piano Concerto No. 2 in G Minor, Op. 22, R. 190: III. Presto Alec Sherman, Лондонски оркестар (6:20)                                                        |
| Ballade in F-Sharp Major, Op. 19 |
| Gaspard de la nuit, M. 55: I. Ondine (6:19) |
| Gaspard de la nuit, M. 55: II. Le gibet |
| Gaspard de la nuit, M. 55: III. Scarbo (9:16) |
| За пијаном, L. 95: I. Prélude (3:40) |
| За пијаном, L. 95: II. Sarabande (5:00) |
| За пијаном, L. 95: III. Toccata (3:53) |